# Politica monetaria
In economia la politica monetaria è l'insieme degli obiettivi, strumenti e interventi adottati da uno Stato per modificare e orientare la moneta, il credito e la finanza, al fine di raggiungere obiettivi prefissati di politica economica, di cui la politica monetaria fa parte.

## Descrizione

### Obiettivi
Gli obiettivi si distinguono in obiettivi finali e obiettivi intermedi. Gli obiettivi finali sono gli stessi della politica economica (prezzi, occupazione, sviluppo). La politica monetaria si occupa di raggiungere uno o più obiettivi manovrando le variabili monetarie (tasso d'interesse o quantità di moneta). Solitamente, il principale obiettivo affidato alla politica monetaria è la stabilità dei prezzi. Infatti, si è osservato che il perseguimento di tale obiettivo è il maggior contributo che la politica monetaria può dare alla crescita economica nel medio periodo.
Poiché, però, il livello dei prezzi non è direttamente manovrabile dalla Banca centrale, è stata teorizzata la necessità di definire degli obiettivi intermedi. L'obiettivo intermedio deve presentare le seguenti caratteristiche:
- possibilità di una tempestiva rilevazione del suo livello (ritardi informativi molto ridotti);
- controllabilità entro limiti molto stretti e con gli strumenti a disposizione delle autorità;
- stabilità della relazione tra obiettivo intermedio ed obiettivo finale.

A questo punto, tuttavia, la scelta dell'obiettivo intermedio e, più in generale, del regime di politica monetaria da adottare, dipende fortemente dalle ipotesi teoriche sui meccanismi di trasmissione degli impulsi monetari. I due principali regimi di politica monetaria sono il monetary targeting e l'inflation targeting.

### Strumenti e operazioni di politica monetaria
Per raggiungere tali obiettivi, le banche centrali, cui viene affidata solitamente la politica monetaria, in maniera più o meno indipendente dal Tesoro, hanno a disposizione due strumenti: la base monetaria ed il tasso d'interesse. Altri due strumenti di politica monetaria sono il quantitative easing e la forward guidance.
Le Banche centrali si avvalgono di tali strumenti agendo principalmente attraverso operazioni di mercato aperto che, con la compravendita di titoli, modificano così il volume della base monetaria e il livello dei tassi d'interesse a brevissimo termine. A loro volta le modifiche dei tassi a breve si trasmettono ai tassi a più lungo termine e ai tassi bancari sui prestiti e sui depositi dei clienti, finendo così con l'influenzare il livello complessivo dell'attività economica. Un'altra operazione tipica delle banche centrali, ma che ha perso importanza nel tempo, è il risconto. Inoltre, esse hanno il potere di imporre un coefficiente di riserva obbligatoria.

### Tipi di politica monetaria
Si definisce espansiva una politica monetaria che, attraverso la riduzione dei tassi di interesse, voglia stimolare l'offerta di moneta delle banche alle imprese, e quindi gli investimenti e la produzione di beni e servizi. Al contrario si definisce restrittiva una politica monetaria che, attraverso l'aumento dei tassi d'interesse, riduca l'offerta di moneta. Politiche monetarie restrittive hanno l'obiettivo di ridurre l'inflazione o far calare il disavanzo pubblico in modo da rendere sostenibili le finanze pubbliche. Politiche monetarie non convenzionali eterodosse e ultraespansive sono chiamate QE (acronimo di Quantitative Easing)